# Gila Gamli’el
Gila Gamli’el (hebr.: גילה גמליאל, ur. 24 lutego 1974 w Gederze) – izraelska polityk, w latach 2003–2006 oraz od 2009 poseł do Knesetu z listy Likudu. W latach 2005–2006 wiceminister rolnictwa, w latach 2009–2013 wiceminister odpowiedzialna za postęp wśród młodzieży, studentów i kobiet, zastępca przewodniczącego dziewiętnastego Knesetu, od 2015 minister ds. emerytów. W latach 2020–2021 minister ochrony środowiska, 2023–2024 minister wywiadu i od 2024 minister innowacji, nauki i technologii.
W wyborach parlamentarnych w 2003 po raz pierwszy dostała się do izraelskiego parlamentu. Zasiadała w Knesetach XVI, XVIII, XIX, XX i XXI kadencji.